# Dersú Uzalà

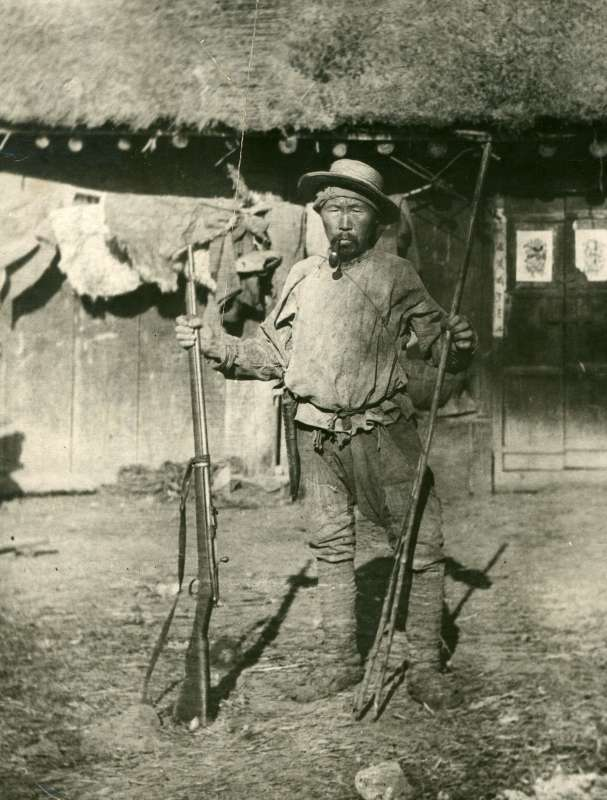
Dersú Uzalà forografiat per Vladímir Arséniev.

Dersú Uzalà (en rus: Дерсу Узала) és un llibre escrit el 1923 per l'explorador rus Vladimir Arseniev en el qual narra la seva trobada amb Dersú Uzalà, un ancià caçador nanai. La història tracta sobre la relació d'amistat entre tots dos tot i les seves separacions culturals i el profund respecte de Dersú per la humanitat i la natura.
Dersú era nòmada i animista, entaulava una relació amb la natura d'igual a igual sense intentar imposar-se com feia la civilització occidental. Aquest llibre és considerat als països de l'antiga Unió Soviètica com un clàssic.
Cal destacar que el llibre va ser portat al cinema per la producció soviètica i dirigida pel japonès Akira Kurosawa. El film, interpretat per Maksim Munzuk en el paper de Dersú, va ser rodat durant el 1974, als escenaris naturals que havien recorregut Dersú i Arseniev, sota condicions meteorològiques adverses per a l'enregistrament d'una pel·lícula. Aquesta va guanyar un Oscar el 1975 com a Millor pel·lícula de parla no anglesa. Les bones crítiques rebudes a tot el món van ajudar a la difusió a l'occident del llibre homònim.

## Adaptacions cinematogràfiques
- 1961 - Dersu Uzala (Дерсу Узала) Unió Soviètica, director Agasi Babayan [Агаси Бабаян]
- 1975 - Dersu Uzala (Дерсу Узала) Unió Soviètica/Japó, director Akira Kurosawa